# Унгень (Ясси)
Унгень, Унгені (рум. Ungheni) — село у повіті Ясси в Румунії. Входить до складу комуни Унгень.
Історична назва — Румунські Унгени.
Село розташоване на відстані 333 км на північ від Бухареста, 15 км на схід від Ясс.

## Населення
За даними перепису населення 2002 року у селі проживала 681 особа, усі — румуни. Усі жителі села рідною мовою назвали румунську.